# Роман Шухевич
Рома́н Йо́сипович Шухе́вич (псевдоними: „Дзвин“, „Роман Лозовський“, „Степан“, „Чернец“, „Чух“, „Тур“, „Тарас Чупринка“) е украински политически и военен деец. Член на галицийското ръководство на районната Организация на украинските националисти (ОУН). Командир на украинската част на украинското военно подразделение „Нахтигал“ в състава на чуждестранните легиони на Вермахт (1941 – 1942). Генерал-хорунжий, главен командир на Украинската въстаническа армия, председател на секретариата на Украинския главен освободителен съвет (1943 – 1950). Роман Шухевич посмъртно получава званието „Герой на Украйна“ и е удостоен с Държавен орден. На 2 април 2010 година Донецкият окръжен административен съд обявява за незаконен указа на президента на Украйна Виктор Юшченко за награждаването на Р. Шухевич със званието „Герой на Украйна“, тъй като той не е бил гражданин на независима Украйна.
Петро Дужий, идеолог на Организацията на украинските националисти, пише за Шухевич: „Борбата за свободата на украинския народ, за неговото суверенно държавно съществуване и процъфтяване се превърна в смисъла на живот на Роман Шухевич – човек с изключителна закалка“. След назначаването му на високи постове в украинското освободително-революционно движение през Втората световна война Роман Шухевич консолидира силите на ОУН, разклатени от нацистките репресии, премахва различията и кризата в ръководството на ОУН (през 1943 г.), поддържа инициативата на ръководството на ОУН да се създаде Украинска въстаническа армия, която да се използва в борбата за украинска самостоятелна единна държава. Шухевич осъзнава, че е необходимо да се демократизират някои организационни и идеологични принципи в дейността на ОУН, затова той се стреми към създаването на национално политическо представителство под формата на УГОС (Украински главен освободителен съвет). Така украинското освободително-революционно движение, което първоначално е представено само от ОУН, придобива през лятото на 1944 г. национално значение, избавя се от партийното влияние и започна да се разпространява на изток.

## Биография

### Детство: 1907 – 1917
Роман Шухевич е роден на 30 юни 1907 година в град Лвов, в семейството на Осип-Зиновий Шухевич и Евгения Шухевич (с моминско име Стоцка). Шухевич е свещенически род от Галиция, който през 19. век участва в украинското национално възраждане. Този род е в кръга от политически, културно-граждански и военни дейци, които формират съвременната украинска нация и се борят за нейната държавност.
Детството на Шухевич преминава в градчето Краковци, където неговият баща работи в Окръжния съд. През 1914 г. неговото семейство се премества в Каминка-Струмилова (сега Камянка-Бузка), където баща му Осип Шухевич е съдия, а Роман Шухевич завършва начално училище.

### Обучение в гимназията: 1917 – 1925
Шухевич продължава обучението си в Лвов във филиала на Академическата гимназия. През този период (1917 – 1925) младият Шухевич живее при Гермина Шухевич, в дом, където цари дух на украински патриотизъм.
След като се настанява в Лвов, Роман става свидетел на изключителни събития – създаването на 1 ноември 1918 г. на Западноукраинската народна република (ЗУНР) и героичната борба на Украинската галицийска армия (УГА) срещу полската войска. През това време неговият баща служи като окръжен политически комисар на ЗУНР в Каминка-Струмилова, а чичо му С. Шухевич се присъединява към войската на УГА.
Семейните военно-патриотически традиции продължава полковник Евген Коновалец – комендант на УВО, който през 1921 – 1922 години, заедно с бившия старшина на УГА С. Шах, наема стая при семейството на Шухевич. Като ученик Роман често говори с Евген Коновалец и това оказва голямо влияние върху формирането на съзнанието и характера на бъдещия водач. С. Шах си спомня, че Шухевич високо цени тяхната компания.
Роман Шухевич добре се учи в гимназията. Той също успешно се занимава с музика и пеене. Любимите му композитори са Григ и Шопен.
Роман Шухевич обръща особено внимание на спорта. Той добре играе баскетбол, волейбол и футбол, занимава се с бягане, плуване и кара ски.

### Членство в „Пласт“
По време на обучението си в гимназията и политехническия институт Роман Шухевич е активен член на скаутската организация „Пласт“ и на различни спортни клубове. Още като ученик той е организатор на скаутския клуб „Ясний тризуб“ (Ясен тризъбец).

### Активен обществен и политически живот: 1926 – 1934
След като завършва филиала на Академическата гимназия, през есента на 1925 г. Роман постъпва като свободен слушател в Лвовския политехнически институт, където изучава строителна архитектура. Същата година Шухевич става член на УВО.
След завършването на гимназията Роман Шухевич планира да постъпи в Лвовския политехнически институт, но не е приет поради политически причини, макар че успешно издържа приемните изпити. Заради това първата година той учи в Данциг. Чак през септември 1926 Шухевич постъпва в Лвовския политехнически институт и през 1934 година завършва образованието си с диплом на инженер. През 1925 Роман Шухевич се присъединява към редиците на Украинска военна организация (УВО). Командата на УВО му нарежда да извърши нападение на полския училищен куратор в Лвов Станислав Собински, който провежда жестока антиукраинска политика в сферата на училищното образование. На 19 октомври 1926 година 19-годишният Шухевич заедно с Богдан Пидгайний изпълняват поставената задача. Изстрелът е направен от Пидгайний, защото револверът на Шухевич засича. Нареждания за извършване на атентати от млади членове на организацията не е типично за УВО, но за този случай са извикани доброволци и Роман е един от първите.
Самият Шухевич тежко преживява по-нататъшните събития, свързани с убийството на Собински. За това убийство са обвинени членове на УВО В. Атаманчук и И. Вербицький, които полският съд осъжда на смърт. Двамата участници в убийството са готови да признаят, че са истинските извъшители, но УВО им забранява.
Участието в тази акция има решаващо влияние върху съдбата на Шухевич като активен участник на украинското освободително движение.

### Военна служба
През 1928 – 1929 Роман Шухевич служи в полската армия. Поради това че е бил студент, отначало го зачисляват към артилерийската част във Володимир-Волинский, а после – към подстаршинската школа, която той успешно завършва. Но след доноса до полицията, че Шухевич е причастен към тайна украинска организация, му е отнето правото да служи във войската и е преместен като обикновен войник в една от оръжейните части.
След завършването на военната служба Р. Шухевич заминава за Данциг. Там той взима участие в бойното обучение на подразделението на УВО.

### Дейност в ОУН
На 2 февруари 1929 във Виена е създадена Организацията на украинските националисти (ОУН). През 1930 – 1934 г. Шухевич (псевдоним „Дзвин“) е назначен за военен ассистент на Крайова Екзекутива ОУН. През 1930 г. той е един от ръководителите на масови митинги на непокорство – саботажни акции, които покриват цяла Галичина. Полското правителство отвръща като прилага тотална пацификация, която усилва революционната еволюция на украинското селячество и съдейства за разпространението на идеята за украински национализъм.
Шухевич участва в следните акции, насочени против антиукраинската политика на полското правителство:
- Атентат през 22 март 1932 г. срещу комисаря на полицията Чеховски заради унижаването на украинските политически затворници и изтезанията им по време на разпити.
- Атентат на 21 октомври 1932 г. срещу специалния пълномощник на НКВД Алексей Майлов в Лвов като знак на протест срещу изкуствено предизвикания глад в Украйна през 1932 – 1933, проведен от болшевиците.
- Атентат през 15 юни 1934 г. срещу министъра на вътрешните работи Б. Перацки, който организира пацификацията – масовото унищожаване на украинските културни и икономически институции и убиването на украинското население.

## Смърт
Генерал Шухевич и неговите бойци продължават съпротивата си срещу Съветския съюз дори след войната. Убит е през 1950 г. при спецоперация на съветските войски.